# Porto Santo
Porto Santo és una illa de l'arxipèlag de Madeira, d'origen volcànic, descoberta el 1419 per João Gonçalves Zarco, Tristão Vaz Teixeira i Bartolomeu Perestrelo.
L'illa és ocupada totalment pel municipi del mateix nom, que té la seu al nucli de ciutat de Vila Baleira, on viu la meitat de la població.
El seu sòl és arenós i pobre en nutrients i la pluviositat hi és molt més baixa que a la propera illa de Madeira. Té una llarga platja de sorra de 9 km, que és gairebé tan llarga com la llargada de l'illa, que fa uns 11 km. En això també es diferencia de Madeira, que està mancada de platges gairebé del tot.

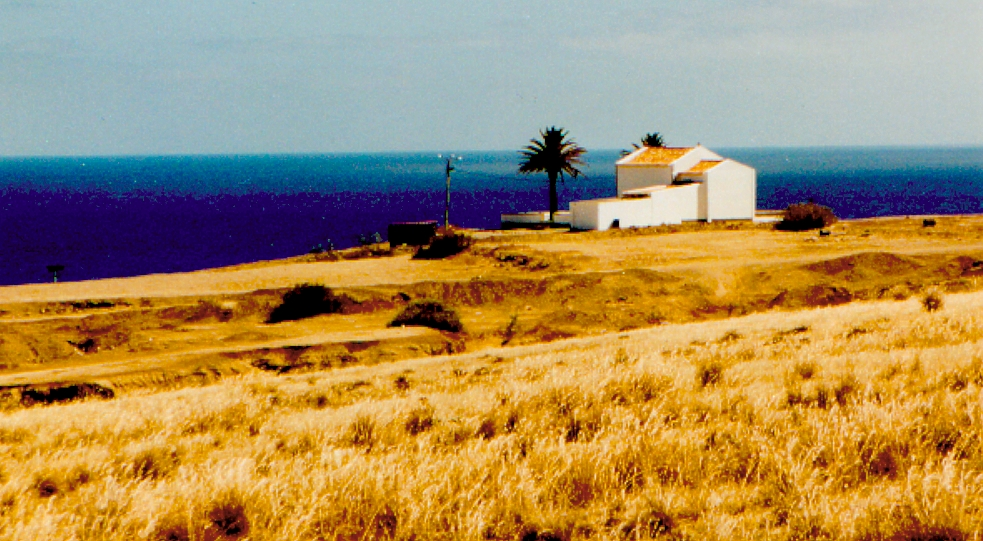
Vista de l'Oceà Atlàntic des de Porto Santo

| Població del municipi de Porto Santo (1849 – 2004) | Població del municipi de Porto Santo (1849 – 2004) | Població del municipi de Porto Santo (1849 – 2004) | Població del municipi de Porto Santo (1849 – 2004) | Població del municipi de Porto Santo (1849 – 2004) | Població del municipi de Porto Santo (1849 – 2004) | Població del municipi de Porto Santo (1849 – 2004) | Població del municipi de Porto Santo (1849 – 2004) | Població del municipi de Porto Santo (1849 – 2004) |
| -------------------------------------------------- | -------------------------------------------------- | -------------------------------------------------- | -------------------------------------------------- | -------------------------------------------------- | -------------------------------------------------- | -------------------------------------------------- | -------------------------------------------------- | -------------------------------------------------- |
| 1849                                               | 1900                                               | 1930                                               | 1960                                               | 1981                                               | 1991                                               | 2001                                               | 2004                                               |                                                    |
| 1.810                                              | 2.390                                              | 2.494                                              | 3.505                                              | 4.376                                              | 4.706                                              | 4.474                                              | 4.388                                              |                                                    |